# Manche à air
Pour les articles homonymes, voir Manche à air (homonymie).
La manche à air, parfois appelée la manche à vent, est un dispositif dont la forme permet d'indiquer non seulement la direction du vent, mais aussi — contrairement à la girouette — une estimation de sa vitesse,. 

## Description
La manche à air est constituée d'un mât auquel est attaché un manchon conique en tissu, resserré à son extrémité. Ce manchon comporte cinq anneaux alternant trois rouges et deux blancs. L'air entre par le gros bout du manchon, celui près du mât, et est soulevé dans la direction opposée à celle d'où vient le vent. Chacune des bandes de couleur, lorsque gonflée par le vent, correspond à environ 5 nœuds (environ 9 km/h) ; le manchon est donc à l'horizontale lorsque le vent souffle à plus de 25 nœuds (environ 45 km/h). Cela donne une estimation relativement précise de la direction et de la vitesse du vent jusqu'à cette force.

## Usage

Panneau français A24 de signalisation de vent latéral

Ce dispositif, très simple, est situé à proximité de la piste des aérodromes pour indiquer au pilote la direction et la vitesse du vent. En effet, un avion décolle et atterrit de préférence face au vent et la plupart des avions ne peuvent pas décoller ou atterrir lorsque le « vent de travers » est trop important. La manche à air est souvent le seul instrument pour donner ce renseignement sur les petits aérodromes fréquentés par les ULM et les parachutistes. Sur un aérodrome contrôlé, les vents sont mesurés avec précision par un anémomètre et toutes les données météorologiques sont transmises par radio au pilote.
On trouve aussi ce dispositif sur le bord des autoroutes pour avertir les véhicules (en particulier les camions et les motos qui en subissent grandement les effets) en cas de vent de travers important (viaducs, zones brusquement dégagées, etc.). Le signe de manche à air apparaît sur des panneaux de signalisation routière présents dans plusieurs pays pour signaler qu'une zone est dangereuse car il y souffle fréquemment un vent latéral violent.
Elle est aussi utilisée comme pictogramme sur les bulletins de prévisions météorologiques en France, notamment sur les cartes, où elle montre les zones sur lesquelles le vent soufflera. Elle peut être accompagnée d'un nombre indiquant la vitesse prévue en km/h.

## Linguistique
En argot de France, les termes de « biroute » (par analogie avec la forme d'un pénis) ou de « chaussette » sont utilisés.